# LEMD1
LEMD1 (англ. LEM domain containing 1) – білок, який кодується однойменним геном, розташованим у людей на 1-й хромосомі. Довжина поліпептидного ланцюга білка становить 181 амінокислот, а молекулярна маса — 20 326.
| 10         |  | 20         |  | 30         |  | 40         |  | 50         |
| ---------- |  | ---------- |  | ---------- |  | ---------- |  | ---------- |
| MVDVKCLSDC |  | KLQNQLEKLG |  | FSPGPILPST |  | RKLYEKKLVQ |  | LLVSPPCAPP |
| VMNGPRELDG |  | AQDSDDSEEL |  | NIILQGNIIL |  | STEKSKKLKK |  | WPEASTTKRK |
| AVDTYCLDYK |  | PSKGRRWAAR |  | APSTRITYGT |  | ITKERDYCAE |  | DQTIESWREE |
| GFPVGLKLAV |  | LGIFIIVVFV |  | YLTVENKSLF |  | G          |  |            |

A: Аланін

C: Цистеїн

D: Аспарагінова кислота

E: Глутамінова кислота

F: Фенілаланін

G: Гліцин

I: Ізолейцин

K: Лізин

L: Лейцин

M: Метіонін

N: Аспарагін

P: Пролін

Q: Глутамін

R: Аргінін

S: Серин

T: Треонін

V: Валін

W: Триптофан

Задіяний у такому біологічному процесі, як альтернативний сплайсинг. 
Локалізований у мембрані.